# DippieDoe
DippieDoe is een Nederlands pretpark gelegen bij recreatiegebied Aquabest in Best. DippieDoe is gelegen aan Aquabest, een recreatiemeer met een zwem- en strandgedeelte. 

## Parkbeschrijving
De 25 attracties in het park staan zowel binnen (indoor) als buiten (outdoor). De indoorhal is 3.000 m² en het buitenterrein 32.000 m². Het park richt zich vooral op families met kinderen tot 12 jaar.

## Geschiedenis
Het park opende voor het eerst zijn deuren voor publiek in 1999. De eerste achtbaan in het park opende in 2005 en heeft er tot 2013 dienst gedaan. In 2011 opende de tweede achtbaan, Tyfoon.
Op 20 december 2017 is het park gestart met een verbouwing die klaar was op 10 februari 2018. De indoorhal ging toen weer open. Het buitengedeelte opende op 10 maart 2018, met nieuwe attracties en een nieuwe indeling van attracties. Dat jaar opende ook de achtbaan Dolle Pier. 
In 2020 organiseerde het park voor het eerst een Halloween event, genaamd DippieBoe.
Op 1 april 2021 opende de Dollybots, een botsauto attractie die enkel geschikt is voor kinderen. Op 3 juni 2023 werd de grote minigolfbaan Piraten Golf geopend. Deze minigolfbaan bestaat uit 18 verschillende holes en is gethematiseerd naar piraten. Op 1 april 2024 werd de theekopjesattractie Choco Loco geopend, een attractie voor het hele gezin.
De meest recente toevoeging aan het park is de Dwaalduin in 2025, een avontuurlijk doolhof waar kinderen en volwassenen samen kunnen spelen. Hierin zijn onder andere kruiptonnen, loopbruggen en muziekinstrumenten te vinden.

## Attracties

### Indoorhal
De indoorhal bestaat uit o.a. de Klauterkajuit en de Dreumesbaai welke geschikt is voor peuters. Ook zijn hier twee attracties te vinden, namelijk draaimolen Tuimelaar en mini-vrijeval Stormtoren. 

### Buitenterrein
Op het buitenterrein staan onder andere de achtbanen Tyfoon en de Dolle Pier, de Rockin' Tug Dolle Dobber, zweefmolen Draaikolk en schommelschip Slinger Sloep. Ook zijn er attracties voor kleinere kinderen, zoals botsauto's Dollybots en theekopjesattractie Choco Loco.

### DippieBoe
Sinds 2020 organiseert het park het jaarlijkse halloweenevenement DippieBoe. In het eerste jaar bestaat het uit dansshows, een speurtocht en een ballonartiest. Ook is er een spookhuis aanwezig. 
In de jaren hierna is DippieBoe steeds verder uitgebreid met jaarlijks een nieuw thema.
2020:
- DippieDans
- Speurtocht
- Ballonartiest
- Spookhuis

2021:
- DippieBoekenbibliotheek
- DippieBOErderij
- DipPiratenbaai
- Speurtocht
- Vuurshow
- Spookhuis

2022: 
- DippieBoekenBibliotheek
- DippieBOErderij
- DippieDans
- DipPiratenbaai
- Zwaardvechtshow

2023: 
- Circus Barani
- Griezeldisco
- Illusionist Alfredo Lorenzo

2024: 
- DippieDisco met Vincent de Vrolijke Vogelverschrikker
- Illusionist Alfredo Lorenzo
- Spookhuis van Professor Flits
- Verhaal van Columbus Forêt
- FlikkieDoe